# ماندال، نروژ
ماندال (به لاتین: Mandal) یک منطقهٔ مسکونی در نروژ است که در وست اگدر واقع شده‌است. ماندال ۲۲۲٫۸۳ کیلومتر مربع مساحت و ۱۵٬۶۰۰ نفر جمعیت دارد.

## نگارخانه

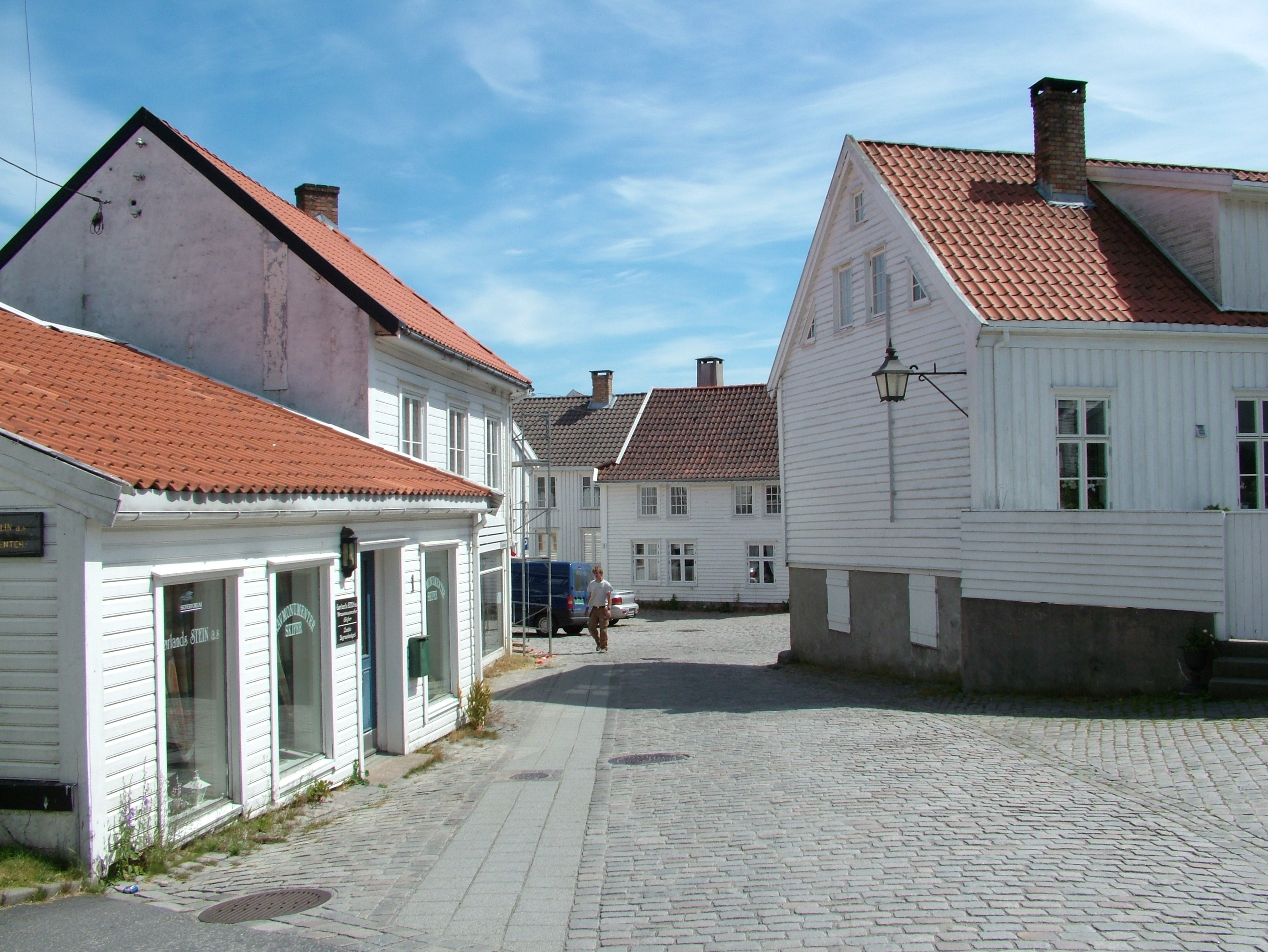
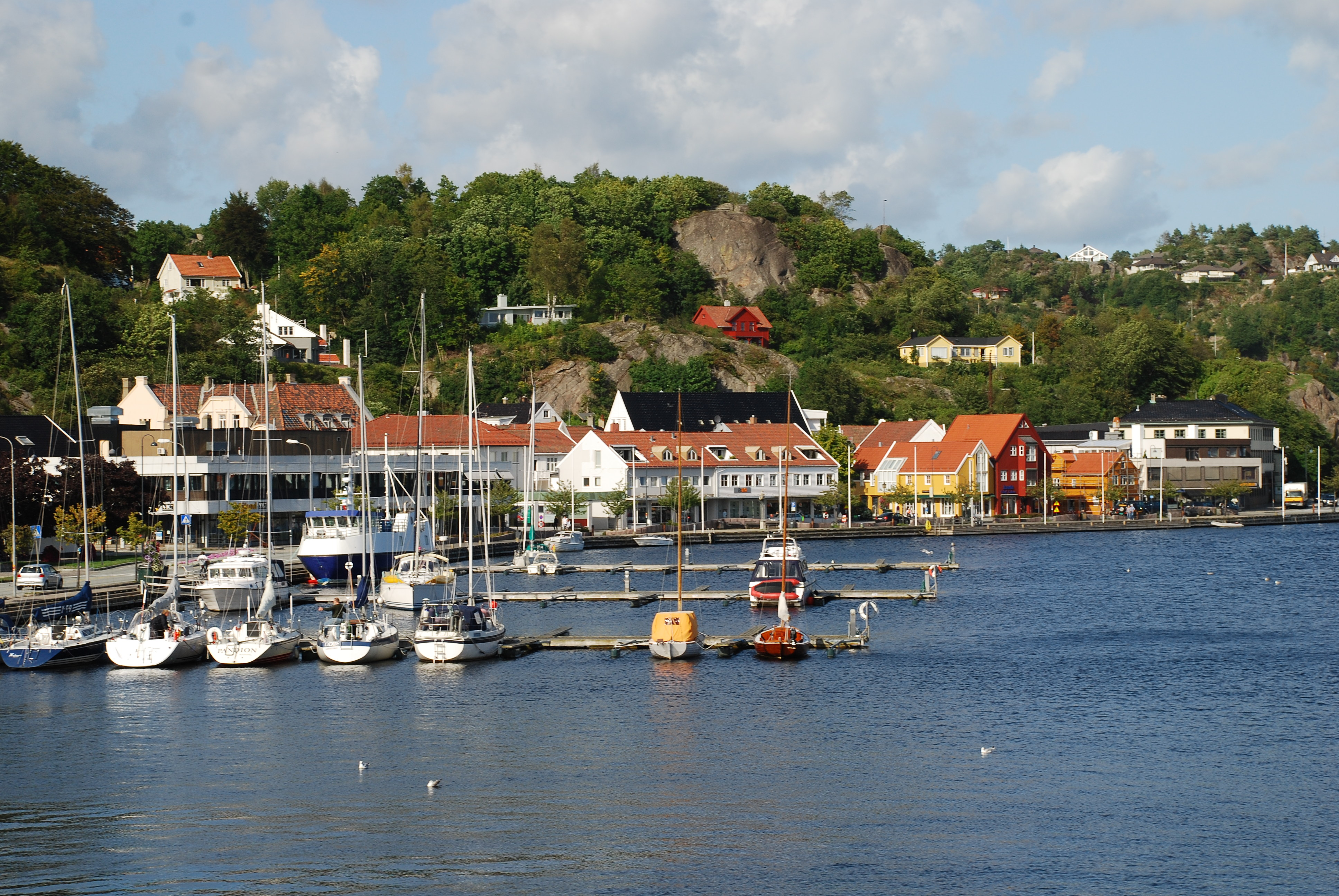
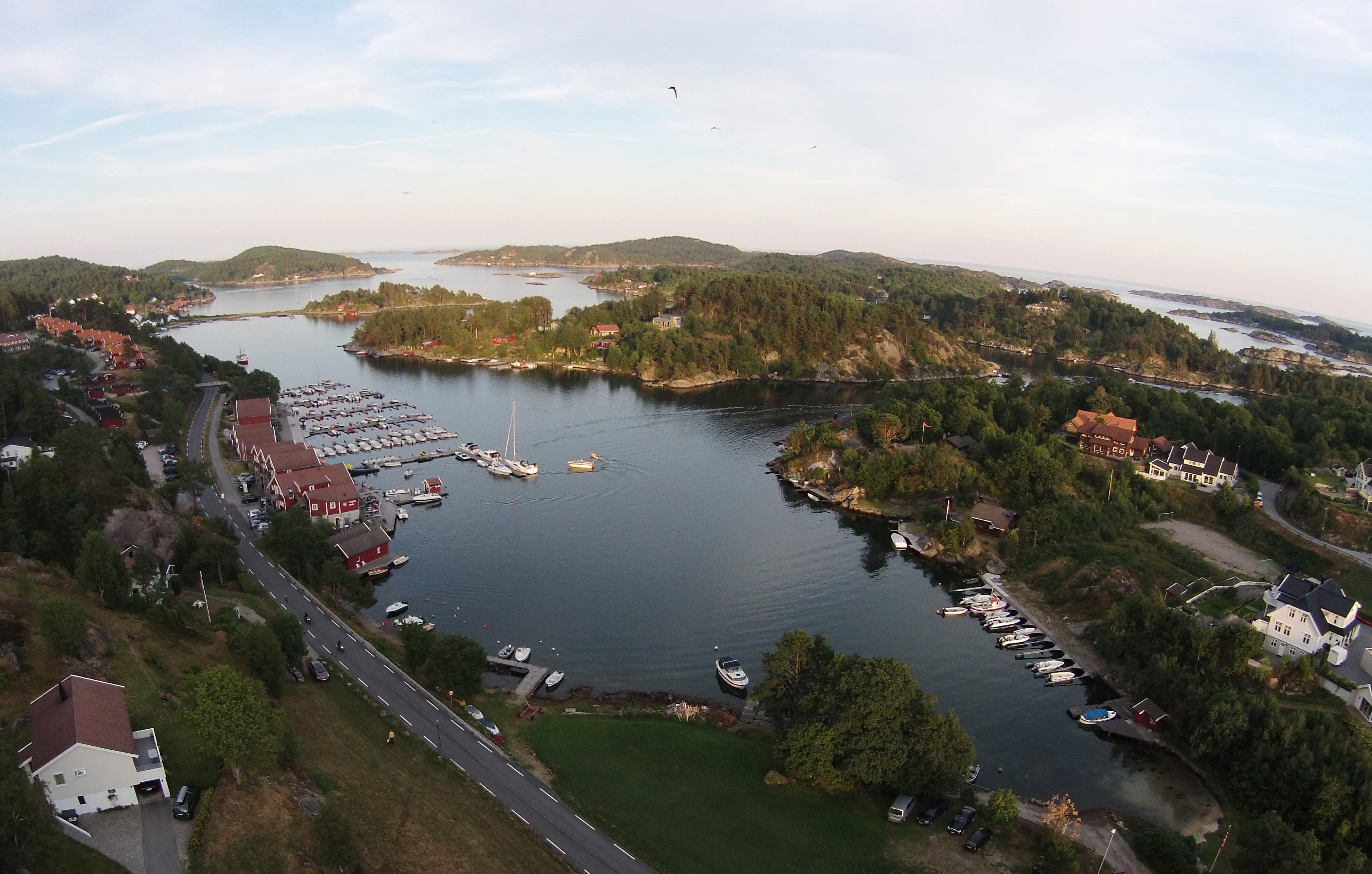
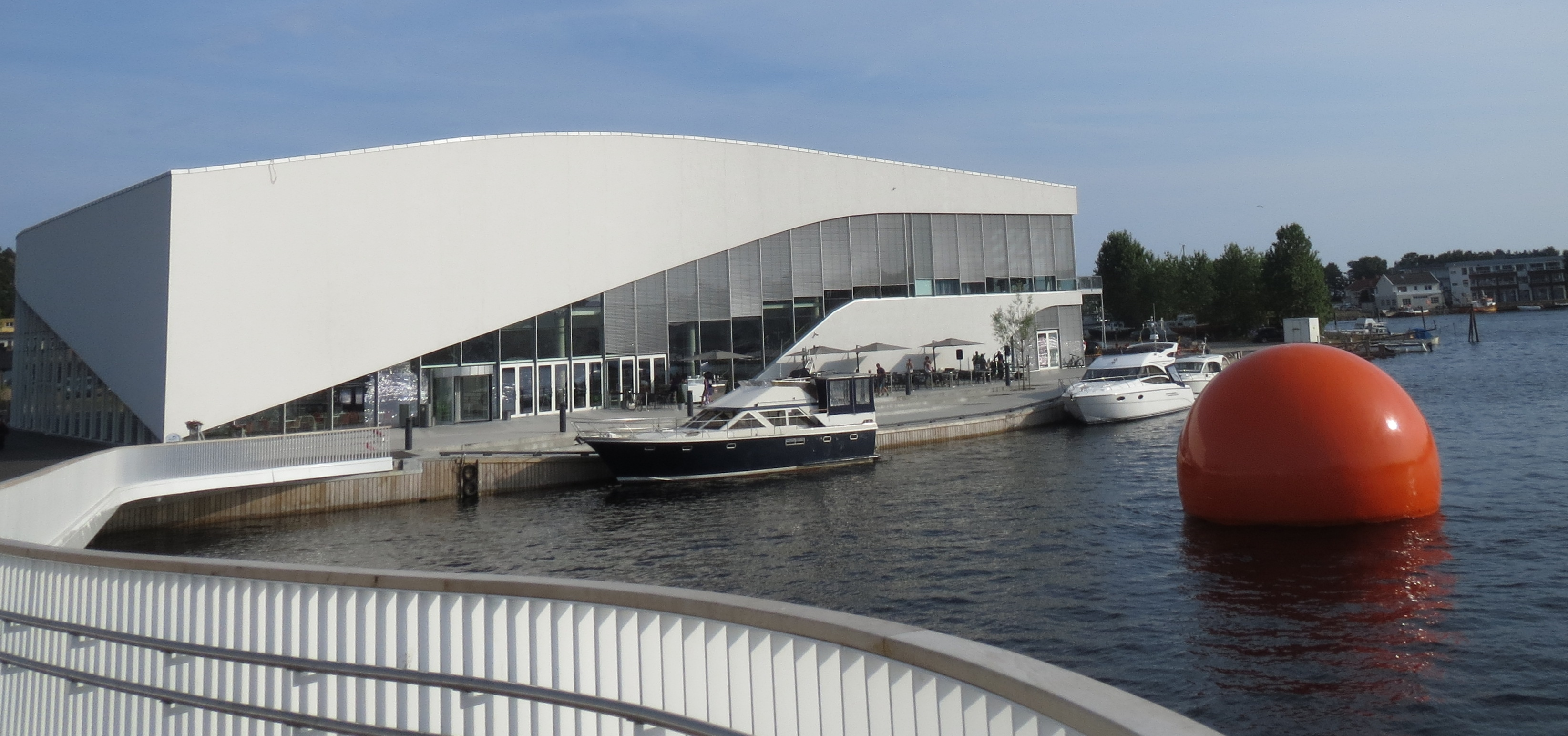